# آلة أنتيكيثيرا
آلة أنتيكيثيرا هي قطعة أثرية لآلة ميكانيكية معقدة من التروس والمسننات، تعمل يدوياً وتمثل نموذج للنظام الشمسي، صنعها الإغريق للحساب الفلكي لمواقع الأجرام والتنبؤ الدقيق بالخسوف، وهو أقدم مثال معروف للحاسوب التناظري يمكن استعماله للتنبؤ بالمواقع الفلكية وظاهرتي الخسوف والكسوف قبل عقود من الزمن، ولقد عثر عليها عام 1900 في حطام أنتيكيثيرا في المتوسط قرب جزيرة أنتيكيثيرا اليونانية، وهي معروضة الآن في المتحف الأثري الوطني في أثينا.
كانت هذه القطعة الأثرية من بين حطام السفينة التي انتشلت من قبالة ساحل جزيرة أنتيكيثيرا اليونانية في عام 1901. في عام 1902، تعرف عليها من قبل عالم الآثار فاليريوس ستايس على أنها تحتوي على ترس مدور مسنن. ولقد عثر على الآلة الموجودة في بقايا علبة خشبية ذات إطار خشبي بحجم إجمالي (غير مؤكد) 34 سم × 18 سم × 9 سم (13.4 بوصة × 7.1 بوصة × 3.5 بوصة)، ككتلة واحدة، جرى فصلها لاحقًا إلى ثلاث أجزاء رئيسية مقسمة الآن إلى 82 قطعة منفصلة بعد جهود الصيانة والترميم. تحتوي أربعة من هذه الأجزاء على تروس مدورة، بينما توجد نقوش على العديد من الأجزاء الأخرى. يبلغ قطر أكبر ترس حوالي 13 سم (5 بوصة) وكان يحتوي في الأصل على 223 سنًا. كل هذه الأجزاء من الآلية محفوظة في المتحف الأثري الوطني في أثينا، إلى جانب عمليات إعادة البناء والنسخ المقلدة لتوضيح كيف كان شكلها وعملها.

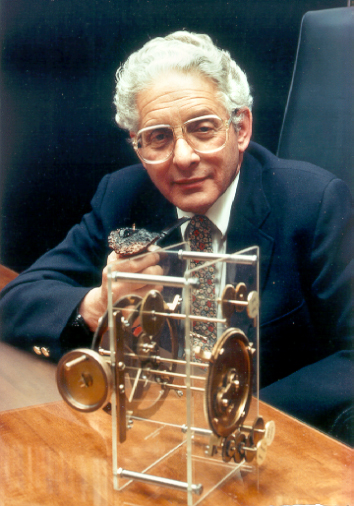
ديريك ج. دي سولا برايس (1922-1983) مع نموذج مصغر لآلة أنتيكيثيرا

## التاريخ
تعتبر آلية أنتيكيثيرا أول ساعة فلكية معقدة، حيث يعتقد أن اختراعها يعود إلى 100 ق.م - 150 ق.م. اكتشفت تلك الآلة في قاع البحر عام 1901 في جزيرة أنتيكيثيرا، وهي مصنوعة بدقة بالغة لحساب الزمن، ورجحت المصادر الأثرية كونها آلة فلكية معقدة، تشير إلى مواقع النجوم والكواكب وأوقات حدوث الكسوف والخسوف.

## قصة الاكتشاف
في سنة 1900 انطلق قارب يوناني لصيد الإسفنج من جزيرة سيمي، ورسا قبالة الساحل الشمالي لجزيرة أنتيكيثيرا الصغيرة النائية ؛ تفاديا لعاصفة ألمَّت به . وبعد أن هدأت العاصفة نزل غواص يدعى إلياس ستادياتوس للبحث عن الإسفنج، فعثر على حطام سفينة غارقة في قاع البحر . فأذهله ما شاهد، وقال إنه عاين كومة جثث من النساء العاريات، فلما أُخرِجْنَ إلى اليابسة وُجِدَ أنهن لسن سوى تماثيل برونزية إغريقية-رومانية . وقد احتوت السفينة أيضا مجوهراتٍ، وقِطَعًا من البرونز، وأواني فخارية، وأثاثًا، ودِنانًا مملوءة خمرًا .
كان من جملة الأشياء التي لم يؤبه لها كثيرًا، مما استُخْرِجَ من حطام السفينة، صندوق خشبي بحجم كتاب تقريبا، تَبَيَّنَ لدى فتحه أنه يحتوي على ترتيب معقد من مسننات برونزية، وأقراص مدرَّجة، أحالها التآكلُ الشديدُ إلى كُتَلٍ مُشَوَّهة من معدنٍ أخضر . أما الصندوق الخشبي فما لبث أن استحال إلى نفاية، وأما المسننات والأقراص المدرَّجة البرونزية فلم يُصِبْها البِلَى .

## الفحص والتدقيق
أُخْضِعَت المسننات إلى الأشعة السينية لمعرفة وظيفتها، فتَبَيَّنَ أنها جهاز (يعرف اليوم بحاسوب أنتيكيثيرا) ذو آلية مُعَقَّدَة تشبه آلية عمل الساعة، وأثبت ديريك دي سولا برايس مؤرخ العلوم في جامعة ييل أنه جهاز فلكي، يُظهر حركات الشمس والقمر والكواكب المرئية، وكان اليونان يسمون هذا الجهاز sphairopoiia ، أما اليوم فيُعرَف بالمبيان orrery أو المفلاك planetarium الاسطرلاب، وهو آلية تحاكي حركات الأجرام السماوية .
وقد أظهر تحليل حديث أجراه ميكائيل رايت - القيِّم على متحف العلوم في لندن - أن نظام المُسَنَّنَات يحاكي نظرية فلك التدوير للحركات الكوكبية المستمدة من أبلونيوس البرغاوي ، والتي استعملها بطليموس الإسكندري .

## مكان الحفظ
جميع محتويات السفينة المكتشفة ومن بينها آلية أنتيكيثيرا محفوظة اليوم في المتحف الوطني للآثار في أثينا.